# Maasin (Iloilo)
Maasin ist eine philippinische Stadtgemeinde in der Provinz Iloilo. Sie hat 36.922 Einwohner (Zensus 1. August 2015).

## Baranggays
Maasin ist politisch in 50 Baranggays unterteilt.
| - Abay - Abilay - Agrocel Pob. - Amerang - Bagacay East - Bagacay West - Bug-ot - Bolo - Bulay - Buntalan - Burak - Cabangcalan - Cabatac - Caigon - Cananghan - Canawili - Dagami | - Daja - Dalusan - DELCAR Pob. (Delgado-Cartage) - Inabasan - Layog - Liñagan Calsada - Liñagan Tacas - Linab - MARI Pob. (Mabini-Rizal) - Magsaysay - Mandog - Miapa - Nagba - Nasaka - Naslo-Bucao - Nasuli - Panalian | - Piandaan East - Piandaan West - Pispis - Punong - Sinubsuban - Siwalo - Santa Rita - Subog - THTP Pob. - Tigbauan - Trangka - Tubang - Tulahong - Tuy-an East - Tuy-an West - Ubian |